# 锡尔斯汉
锡尔斯汉是德国莱茵兰-普法尔茨州的一个市镇。总面积4.42平方公里，总人口2742人，其中男性1346人，女性1396人（2011年12月31日），人口密度620人/平方公里。